# Chiamata di sistema
Una chiamata di sistema (in inglese system call), in informatica, indica il meccanismo usato da un processo a livello utente o livello applicativo, per richiedere un servizio a livello kernel del sistema operativo del computer in uso. Essa, di solito, è disponibile come funzione in quei linguaggi di programmazione che supportano la programmazione di sistema (ad esempio il linguaggio C), oppure come particolari istruzioni assembly.

## Caratteristiche
Fondamentale è il passaggio dall'user mode al Kernel mode attraverso una particolare istruzione che si identifica nel trap.
Per motivi di sicurezza, il codice inerente ai servizi del sistema operativo è eseguibile solo in kernel mode, avendo completo accesso all'hardware. Infatti, una chiamata al kernel, richiede spesso l'uso di una speciale istruzione di linguaggio macchina che provoca una commutazione di contesto del microprocessore (da "modalità protetta" a "modalità supervisore", che, sui processori Intel e compatibili viene chiamata da "Ring 3" a "Ring 0"). Questo permette al kernel del sistema operativo di eseguire operazioni riservate quali l'accesso all'hardware o all'unità di gestione della memoria, tuttavia comporta un overhead molto più elevato. Successivamente, quando è terminato il compito esercitato dalla chiamata di sistema invocata, il controllo fa il procedimento inverso, da kernel mode per arrivare nuovamente allo user mode.
Molto importanti, poi, sono anche le chiamate alle librerie utente (API). La chiamata ad una API è identica ad una chiamata ad una funzione dell'applicazione stessa, in pratica viene registrato nello stack lo stato dei registri del microprocessore e l'indirizzo di ritorno. Perciò anche nei sistemi operativi con protezione della memoria e separazione degli spazi di indirizzamento vi sarà un overhead ridotto.

### Tipologia
Le categorie principali di system call sono:
1. controllo dei processi/thread:
  - load,
  - execute,
  - create/terminate un processo/thread,
  - get/info/set gli attributi di un processo/Thread,
  - wait e signal,
  - allocate
  - ecc.
2. gestione dei file e dei file system:
  - create file,
  - delete file,
  - open/close,
  - read e write,
  - get/set gli attributi del file,
  - ecc.
3. gestione dei dispositivi:
  - request,
  - release,
  - read e write,
  - get/set attributi,
  - ecc.
4. gestione delle informazioni:
  - get/set time o date,
  - get/set system data,
  - get/set processo, file o attributi di un dispositivo,
  - ecc.
5. comunicazione:
  - create/delete connessione,
  - send/receive messaggi,
  - trasferimento di informazioni di stato,
  - ecc.

Su Posix e su sistemi simili, comuni system call sono close(), execlp(), fork(), kill(), open(), read(), wait() e write().
Per i sistemi Windows NT vedere l'articolo Native API.